# Tandcement
Tandcement (latin: caementum) är en specialiserad form av fast, benartad bindväv. Den täcker (till skillnad från emaljen som täcker tandkronan) tandroten. Tandcement ger också stöd till tanden genom att utgöra en plats för infästning av parodontala ligamentet, och därmed alveolarutskottet (den del av käkbenet där tänderna är fästa). 
I likhet med emalj är tandcement acellulär, det vill säga den består av vävnad som inte innehåller celler.